# Henry Gruber
Heinrich A. Gruber (* 1899 in Steinberghaff; † 1959 in Bremen), genannt Henry Gruber, war ein bedeutender Yachtkonstrukteur in den späten 1930er Jahren. Er entwarf eine große Bandbreite an Segelschiffen, die sich durch eine elegante und harmonische Linienführung auszeichneten. Vom Windjammer bis zur revolutionären 12mR-Yacht Aschanti III reichten seine Entwürfe, die sich durch präzise Planung und genaue Konstruktion auszeichneten. In Deutschland und auch in den USA machte er sich durch den Entwurf schneller Yachten zwischen den Jahren 1920 und 1956 einen bleibenden Namen.
Geboren in einem kleinen Ort an der Flensburger Förde wurde er schon früh Henry genannt, aufgrund der starken dänischen und angelsächsischen Einflüsse in der Region.

## Werdegang
Sein Vater konnte aufgrund seiner Tätigkeit als Ingenieur bei der Kaiserlichen Marine der Familie einen guten Lebensstandard bieten und seinem Sohn eine gute Schulausbildung, die er unterbrochen durch eine zweijährige Dienstzeit während des Ersten Weltkrieges bei der Kaiserlichen Marine im Jahr 1919 abschloss.
Henry Gruber arbeitete nach der Schule für die Flensburger Schiffbau-Gesellschaft, studierte dann Schiffbau an der Technischen Universität in Berlin und machte 1924 sein Examen. Er ging nach Kiel und konstruierte dort kleinere Boote und Yachten. Nach dem Krieg wurden alte Geschäftsbeziehungen zwischen den Vereinigten Staaten und Deutschland erneuert. So ging Gruber 1925 nach New York City, um dort Boote und Yachten zu konstruieren. Begünstigt durch die boomende Wirtschaft in den USA begannen die amerikanischen Werften zu dieser Zeit eine große Zahl von Renn- und Fahrtenyachten zu bauen.
In den USA arbeitete Henry Gruber in den nächsten zehn Jahren für so bekannte Yachtkonstrukteure wie W. Starling Burgess. Hier assistierte er unter anderem bei den Entwürfen für die Yachten Nina (1928) und Enterprise (1930). Gemeinsam mit Burgess konzipierte Henry Gruber im Jahre 1933 den Entwurf der Rainbow, die den America’s Cup 1934 gewann.
Henry Gruber arbeitete auch mit den New Yorker Konstrukteuren Cox und Stevens zusammen. Später folgte eine Partnerschaft mit dem Konstruktionsbüro Megargel. Ergebnis dieser diversen Kooperationen war schließlich die Fusion von Burgess and Donaldson, Megargel and Gruber.
Die Fachwelt lobte Grubers Entwürfe insbesondere den 65-Fuß-Schoner Barlovento und den 39-Fuß-Segelkutter Binker.
Henry Gruber hatte während der Jahre in den USA immer mit dem Gedanken gespielt, nach Deutschland zurückzukehren. Im Jahr 1935 zogen er und seiner Familie nach Flensburg. Hier gründete er sein eigenes Konstruktionsbüro. Henry Gruber arbeitete eng mit der Burmester Werft in Bremen zusammen, die sich zum größten Konkurrenten der Abeking & Rasmussen Werft entwickelte.
In Deutschland feierte ihn die Fachwelt als das „deutsche Genie aus Amerika“. Und der Erfolg gab ihm Recht, denn seine Yachtkonstruktionen wurden zu Berühmtheiten des Internationalen Yachtsports: u. a.
- Peter von Danzig, jetzt: Peter von Seestermühe
- Roland von Bremen
- Nordwind und Ostwind (Schwesterschiffe)
- Aschanti III
- Roland von Bremen II
- Helgoland
- Norderney
- Borkum

Während des Zweiten Weltkrieges war Henry Gruber fest bei der Burmester Werft beschäftigt, die wegen des Schiffbau-Programms in die Abeking & Rasmussen Werft eingegliedert wurde.
Im Jahr 1941 war er am Aufbau neuer Zweigwerften in Swinemünde beteiligt. Er entwarf auch Marineschiffe, wie den KFK (Kriegsfischkutter) und war für die Materiallogistik verantwortlich. Nach dem Krieg war er aufgrund seiner perfekten Englisch-Kenntnisse und einer unbelasteten NS-Vergangenheit Mittelsmann beim Wiederaufbau Deutschlands. In den Nachkriegsjahren begleitete er hauptsächlich Reparaturaufträge von Schiffen.
Henry Gruber zog mit der Familie nach Bremen und arbeitete weiter für die Burmester Werft. In den letzten Jahren bis zu seinem Ruhestand im Jahre 1956 entstanden Yachten wie:
- 4.5 KR Libelle
- 5.5 KR Bagatelle
- 6.5 KR Moije
- 24 KR Stag-Schoner Aschanti IV
- 11 KR Heike
- 12 KR Hamburg VI.

Im Jahre 1959 starb Henry Gruber im Alter von 60 Jahren.